# Lussery-Villars
Lussery-Villars är en ort och kommun i distriktet Gros-de-Vaud i kantonen Vaud, Schweiz. Kommunen har 473 invånare (2023).
Orten består av ortsdelarna Lussery och Villars. 